# افسانه مومیایی
افسانه مومیایی (به انگلیسی: Tale of the Mummy) یک فیلم سینمایی آمریکایی بریتانیای در ژانر فیلم ترسناک محصول سال ۱۹۹۸ و به کارگردانی راسل مالکهی است. در این فیلم بازیگرانی همچون جیسون اسکات لی، لوئیس لومبارد، شان پرتوی، لایست آنتونی، مایکل لانر، جک دونپورت، اونور بلکمن، کریستوفر لی، شلی دووال، جرارد باتلر، جاون پالیتو، بیل ترشر و الیزابت پاور ایفای نقش کرده‌اند.